# ایالت‌های شرقی استرالیا

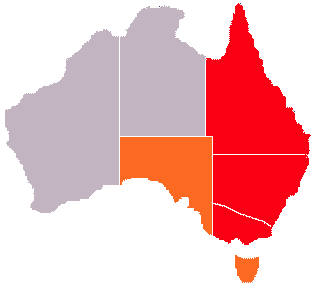
ایالت‌های شرقی استرالیا - رنگ‌های قرمز در اغلب اوقات به عنوان شرقی نام برده می‌شوند در حالیکه این اصطلاح تنها بعضی وقت‌ها برای رنگ‌های نارنجی استفاده می‌شود

ایالت‌های شرقی استرالیا (انگلیسی: Eastern states of Australia) عنوان ایالت‌ها و قلمروهای استرالیا است که در قسمت ساحل شرقی کشور استرالیا قرار دارند. ایالت‌های اصلی، عبارت هستند از ایالت‌های ویکتوریا، کوئینزلند، و نیو ساوت ولز. جمعیت کوئینزلند، نیو ساوت ولز، ویکتوریا و تاسمانی ۱٬۹۴۸٬۴۰۰ است که حدود ۸۱ درصد از جمعیت کل استرالیا است. این ۵ ایالت ۲۸۹۲۴۶۳ کیلومتر مربع مساحت دارند که در مجموع ۳۷ درصد از سرزمین استرالیا را تشکیل می‌دهند. از دهه ۱۹۸۰ دولت‌های مختلف پیشنهاد ساختن قطار تندرو را دادند هر چند تاکنون، این راه‌آهن فقط برای ایالت‌های شرقی همچون ویکتوریا، نیو ساوت ولز و کوئینزلند وجود دارد.